# Krwawy diament
Krwawy diament (ang. Blood Diamond) – amerykański dramat wojenny z 2006 w reżyserii Edwarda Zwicka. Główne role zagrali w nim Leonardo DiCaprio, Jennifer Connelly i Djimon Hounsou. Tytuł pochodzi od zjawiska zachodzącego na afrykańskich terenach objętych wojną, gdzie wydobywane diamenty służą do finansowania wojen.

## Obsada
- Leonardo DiCaprio – Danny Archer
- Djimon Hounsou – Solomon Vandy
- Jennifer Connelly – Maddy Bowen
- Kagiso Kuypers – Dia Vandy
- Arnold Vosloo – Pułkownik Coetzee
- Benu Mabhena – Jassie Vandy
- Antony Coleman – Cordell Brown
- Anointing Lukola – N'Yanda Vandy
- David Harewood – kapitan Poison
- Jimi Mistry – Nabil
- Basil Wallace – Benjamin Kapanay

## Nagrody i nominacje
Amerykańska Akademia Sztuki i Wiedzy Filmowej – Oscar 2007
- nominacja w kategorii Najlepszy aktor pierwszoplanowy – Leonardo DiCaprio
- nominacja w kategorii Najlepszy aktor drugoplanowy – Djimon Hounsou
- nominacja w kategorii Najlepszy dźwięk – Andy Nelson, Anna Behlmer, Ivan Sharrock
- nominacja w kategorii Najlepszy montaż – Steven Rosenblum
- nominacja w kategorii Najlepszy montaż dźwięku – Lon Bender

Hollywoodzkie Stowarzyszenie Prasy Zagranicznej – Złoty Glob 2007
- nominacja w kategorii Najlepszy aktor w dramacie – Leonardo DiCaprio

Amerykańska Gildia Aktorów Filmowych (SAG) – Aktor 2007
- nominacja w kategorii Najlepszy aktor w roli głównej – Leonardo DiCaprio
- nominacja w kategorii Najlepszy aktor w roli drugoplanowej – Djimon Hounsou

Międzynarodowa Akademia Prasy – Satelita 2007
- nominacja w kategorii Najlepszy aktor w dramacie – Leonardo DiCaprio
- nominacja w kategorii Najlepsze wydanie DVD